# Scyphiphora hydrophylacea
Scyphiphora hydrophylacea C.F.Gaertn., 1806 è una pianta della famiglia delle Rubiacee. È l'unica specie del genere Scyphiphora e della tribù Scyphiphoreae.

## Descrizione
È un piccolo albero alto in media 3 m., con foglie opposte, a forma di goccia. I fiori, di colore rosa, sono riuniti in dense infiorescenze ascellari. I frutti, ellissoidali, di colore marrone chiaro a maturazione, con superficie profondamente solcata, sono galleggianti.

## Distribuzione e habitat
L'areale di questa specie comprende India (Sundarbans e isole Andamane e Nicobare), Sri Lanka,  Cina, Thailandia, Vietnam, Cambogia, Brunei Darussalam, Indonesia, Malaysia, Filippine, Singapore, Australia nord-occidentale e nord-orientale, Micronesia, Nuova Caledonia, Palau, Papua Nuova Guinea e le isole Salomone.
Cresce nelle foreste di mangrovie delle zone estuarine e sulle spiagge periodicamente sommerse dalle maree.